# Tamita
Tamita es una localidad de la prefectura de Boffa en la región de Boké, Guinea, con una población censada en marzo de 2014 de 14 287 habitantes.
Se encuentra ubicada al oeste del país, junto a la costa del océano Atlántico y al norte de la capital nacional, Conakri.